# معلم کثیف (فیلم)
معلم کثیف (به انگلیسی: Dirty Teacher) یک فیلم تلویزیونی درام آمریکایی محصول سال ۲۰۱۳  میلادی است. این فیلم برای  اولین بار در ٣٠ آوریل از تلویزیون لایف‌تایم پخش شد. نوامبر ٢٠١٣رسانه اسکای سینما نیز اکران این فیلم را آغاز کرد 

## داستان
داستان با ورود معلم  جدید مدرسه، مولی ماتسون (جوزی دیویس) آغاز می‌شود. مولی به محض رسیدن به مدرسه، متوجه دنی (کامرون دین استوارت)، دانش آموز ارشد و کاپیتان تیم محلی بیس‌بال می شود، او به تدریج عاشق دانش آموزش دنی می شود. با این حال، دنی  با همکلاسی خود جیمی هال  در رابطه است. مولی ماتسون که از رابطه این دو باخبر است سعی می‌کند به جیمی نمره بدی بدهد تا او را مجبور کند که مقاله‌اش را دوباره انجام دهد و به این ترتیب وقت بیشتری برای آشنایی با دنی پیدا کند.
جیمی که می خواهد برای رفتن به دانشگاه نمره خوبی بگیرد، قبول می کند که تکلیف را دوباره انجام دهد و قرار ملاقاتش با دنی را لغو می کند. مولی موفق می شود رابطه خود را با دنی آغاز و او را اغوا کند، آنها در همین مدت  چند بار رابطه جنسی برقرار می کنند. جیمی با دیدن سرد شدن رابطه خود با دنی تصمیم می‌گیرد به تعقیب او بپردازد ، دنی همان شب قراری با مولی برای دیدار با او می گذارد، جیمی که از رابطه  آنها با خبر می شود تصمیم می‌گیرد از دنی جدا شود. اما دنی که پشیمان و تلخ شده از این رابطه، از او می خواهد که موقتاً سکوت کند و به او می گوید که می خواهد اوضاع را درست کند، زیرا عاشق او است. 
مولی که  نمی تواند  با این موضوع کنار بیاید  با دنی روبرو می شود. مولی از دنی می‌خواهد که جیمی را فراموش کند و دیگر به او نزدیک شود اما مولی با عصبانیت  مخالف این کار می شود. مولی که همه چیز را از دست رفته می بیند با ماشین خود با دنی را زیر می گیرد. او پس از اطمینان از مرگ دنی جیمی را مقصر این جنایت جلوه می دهد . جیمی به جرم قتل دستگیر می شود. در همین مدت مولی بارها چهره دنی را تصور و خود را شماتت می‌کند.
جیمی متهم  اصلی قتل می شود، اما پلیس ترجیح می دهد قبل از دستگیری او برای قتل دنی، شواهد بیشتری پیدا کند.
در همین حین، مادر جیمی  که از بی گناهی دخترش متقاعد شده است. به تنهایی شروع به تحقیق می کند و در نهایت موفق می شود نام مکانیکی که مولی برای تعویض جلوپنجره ماشین به سراغش رفته است را پیدا کند. او با رفتن به محل و پرس و جو ، متوجه می شود، که  چند روز قبل مولی آنجا بوده است. 
در نهایت، جیمی یک ردیاب می پوشد تا بتواند در صورت ایجاد خطر پلیس اورا  نجات دهد.او که هم اکنون تحت نظر پلیس است با تظاهر به اینکه قطعه تعویض شده ماشین مولی  را در اختیار دارد به خانه او می رود تا ثابت کند گناهی ندارد، جیمی قصد ضبط کردن حرف های مولی را که جرمش را تایید می کند دارد؛ اما مولی متوجه می شود که جیمی با تلفن همراهش صدای او را ضبط می کند. سپس مولی سعی می کند با چاقو به او حمله کند. پلیس به لطف ردیاب جیمی به محل می رسد و مولی ماتسون را به خاطر قتل دنی و تهدید جیمی دستگیر می کند.

## بازیگران
| بازیگران           | نقش              |
| ------------------ | ---------------- |
| جوزی دیویس         | مولی ماتسون      |
| کامرون دین استوارت | دنی کمبل         |
| کلسی استراناهان    | جیمی هال         |
| دارلین ووگل        | لورن هال         |
| برت استیملی        | برد کمپبل        |
| جسیکا تام          | کارلا            |
| برنان الیوت        | کارآگاه آلن      |
| لزلی کی            | کارآگاه پیترز    |
| ساندرا مک کلین     | کارگردان جانکینز |
| مورگان راسلر       | دون کولین        |
| روبرتو سانچز       | جینو کاربرو      |
| رنه اشتون          | گوئن کمپبل       |
| سارا اوه           | هدر              |
| تسا میلر           | مولی (جوان)      |
| تامارا کلاترباک    | مادر مولی        |
| میشل کونیو         | خانم کوهن        |
| مارک رادوچی        | استیون هال       |
| کانر ویلر          | ترنت             |

## توزیع

### مشخصات فنی
این فیلم از جمله فیلم هایی بود که از صدا گذاری به جای صدابرداری استفاده کرد.

### تاریخ توزیع در هر کشور
- -  ایالات متحده آمریکا :

٣٠ مارس ٢٠١٣
- -  فرانسه :

٣ ژوئیه ٢٠١٣
- -  آلمان :

٢٧ نوامبر ٢٠١٣
- -  اسپانیا

:         ۴می ٢٠١۴
- -  ایتالیا

:      ٢٧ آگوست ٢٠١۵

### هم‌اکنون
این فیلم هم اکنون از طریق، آمازون ویدیو در دسترس قرار گرفته‌است.

## لینک های وب
- معلم کثیف در بانک اطلاعات اینترنتی فیلم‌ها (IMDb)
- وب سایت رسمی لایف تایم